# Алтай (город, Говь-Алтай)
Алта́й (монг. Алтай) — административный центр Гоби-Алтайского аймака в западной Монголии. Формально расположена в Есенбулагском сомоне (районе). Не следует путать с одноимённым сомоном, также носящим название Алтай, на юге аймака.
Население — 15 800 человек (2008).

## Транспорт
Аэропорт (LTI / ZMAT) имеет одну неасфальтированную полосу и служит для внутренних регулярных перелётов в Арвайхээр и Улан-Батор.